# Steinhausen (München)

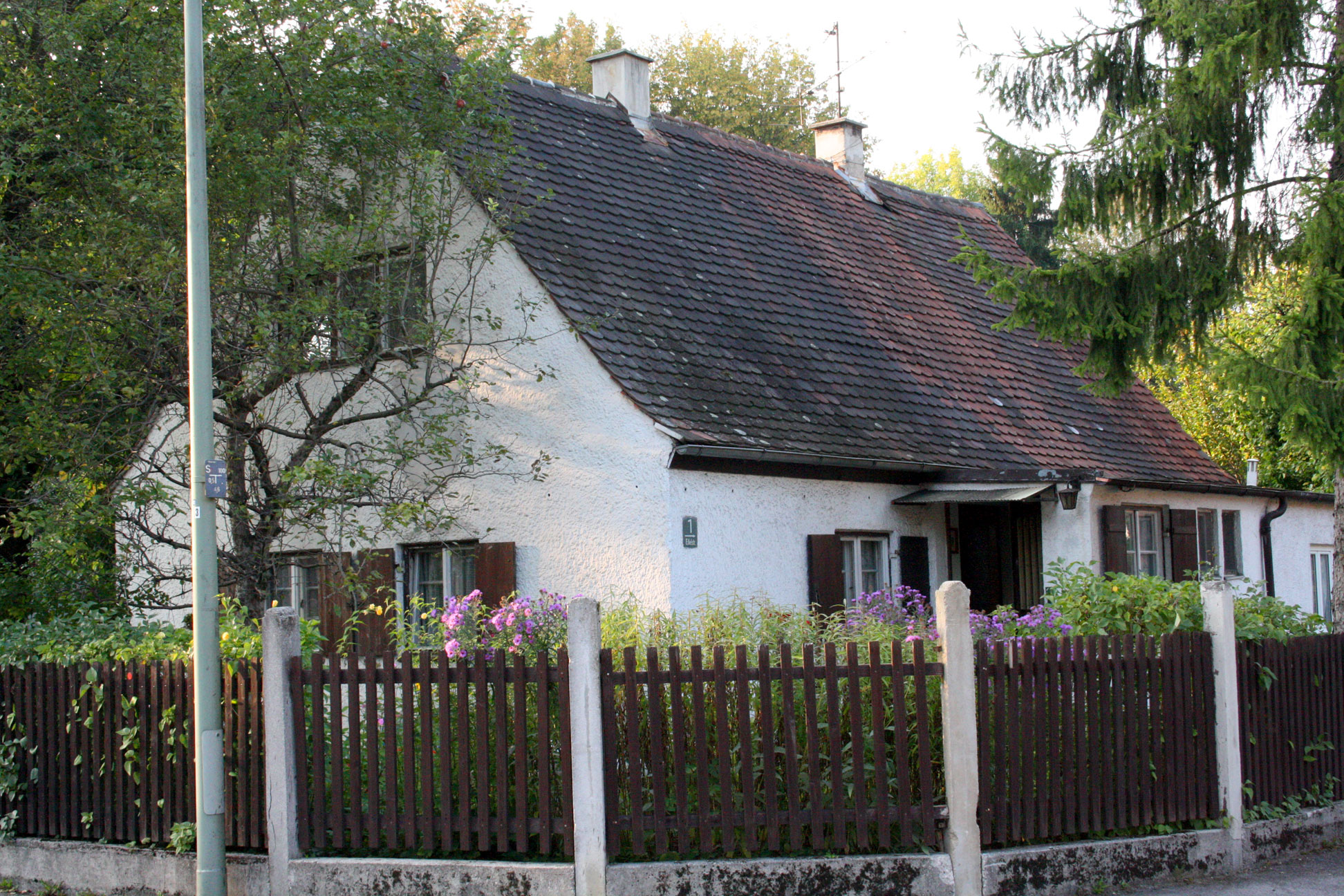
Haus in der Siedlung Steinhausen

Steinhausen ist ein Stadtteil der bayerischen Landeshauptstadt München und gehört zum größten Teil zum Stadtbezirk 13 Bogenhausen mit einem kleineren Teil im Stadtbezirk 5 Au-Haidhausen.

## Lage
Steinhausen liegt an der Südgrenze des Stadtbezirks Bogenhausen nördlich der S-Bahn-Strecke Leuchtenbergring - Berg am Laim westlich des Stadtteils Zamdorf. Steinhausen gehört heute überwiegend zum Stadtbezirk 13 Bogenhausen. Ein kleinerer Teil, ungefähr zwischen Prinzregentenstraße und Bahnanlagen, wurde dem Stadtbezirk 5 Au-Haidhausen zugeschlagen, weswegen auch ein Bezirksteil dieses Stadtbezirks den Namen Steinhausen trägt.

## Geschichte
Steinhausen ist ein relativ junger Stadtteil. Der Name wurde 1808 erstmals für ein Gehöft zwischen Haidhausen und Zamdorf festgelegt. Bei der Gemeindebildung in Bayern 1818 bildete die Einöde Steinhausen zunächst mit Zamdorf und Denning die eigenständige Gemeinde Zamdorf, die 1820 der Gemeinde Daglfing angegliedert wurde. 1875 wechselte Steinhausen mit Zamdorf nach Berg am Laim. Wie Zamdorf kam auch Steinhausen am 1. Juli 1913 mit der Eingemeindung der Gemeinde Berg am Laim nach München. Der westliche Teil Steinhausens, wo südlich des heutigen Vogelweideplatzes das Gaswerk am Kirchstein stand, war bereits am 1. Januar 1892 zusammen mit Bogenhausen in die Stadt München eingegliedert worden. Bei einer Arrondierung der Stadtbezirke wurden Steinhausen und Zamdorf 1937 dem damaligen Stadtbezirk XXIX zugeordnet, aus dem 1992 der Stadtbezirk 13 Bogenhausen wurde.
Steinhausen lag im 19. Jahrhundert im sogenannten „Ziegelland“, wo aus dem dort gewonnenen Lehm Ziegel für die rege Bautätigkeit in München gebrannt wurden.
In Steinhausen befand sich in den 1950er Jahren das Landfahrerlager Zigeunerschlucht.

## Ortsbild
Zwischen der Bundesautobahn 94, die am Vogelweideplatz beginnt, und der Bahntrasse liegt ein großes Industrie- und Gewerbegebiet. Hier befinden sich unter anderem ein Bus-Betriebshof der Stadtwerke München und das Druckzentrum des Süddeutschen Verlages, dessen Verwaltungshochhaus sich auf der gegenüberliegenden Seite der Hultschiner Straße bereits im Stadtteil Zamdorf befindet.
Entlang der Prinzregentenstraße und Richtung Norden bis zur Stuntzstraße/Parkstadt Bogenhausen stehen überwiegend größere Wohnblöcke, nördlich der A94 liegt die Siedlung Steinhausen, eine Siedlung aus Einfamilienhäusern, die in den 1930er Jahren als „Reichskleinsiedlung“ entstand.